# Hakiem Lalmahomed
Hakiem Lalmahomed is een Surinaams medicus en politicus. Hij is sinds 2025 lid van De Nationale Assemblée.

## Biografie
Hakiem Lalmahomed studeert sinds 2015 aan de Anton de Kom Universiteit van Suriname (AdeKUS) en slaagde in 2021 als bachelor in geneeskunde. Hierna vervolgde hij zijn studie. Tijdens de coronacrisis werkte hij voor het Academisch Ziekenhuis Paramaribo, onder meer op de intensive care.
Hij is actief in politieke en bestuurlijke functies. Hij was onder meer van mei 2017 tot januari 2023 lid van het Nationaal Jeugdparlement, van 2020 tot 2023 van de Youth Advisory Group van het Bevolkingsfonds van de Verenigde Naties (UNFPA), sinds 2021 van het bestuur van de AdeKUS en sinds mei 2022 voorzitter van de Jeugdraad van de Vooruitstrevende Hervormings Partij (VHP). Ook was hij voorzitter van de presidentiële commissie Studietoelage en lid van de presidentiële werkgroep Kinderombudsinstituut Suriname die voerde tot de aanname van de wet die sinds 2024 de Kinderombudspersoon regelt. Rond 2024/2025 was hij onderdirecteur van het Nationaal Jeugdinstituut.
Tijdens de verkiezingen van 2025 stond hij op plaats 14 van de VHP-lijst. Hij werd verkozen en trad toe als jongste lid van De Nationale Assemblée.